# Vltimas
Vltimas ist eine multinationale Death-Metal-Band, die 2015 gegründet wurde.

## Geschichte
Die Band wurde im Jahr 2015 gegründet, nachdem der Gitarrist Rune „Blasphemer“ Eriksen (Aura Noir, Earth Electric, ex-Mayhem) an ein paar Riffs gearbeitet und diese dem Schlagzeuger Flo Mounier vorgestellt hatte. Ergänzt wurde die Besetzung durch David Vincent als Sänger, der zu diesem Zeitpunkt gerade Morbid Angel verlassen hatte. Eriksen und Vincent hatten schon seit 2012 geplant, gemeinsam musikalisch tätig zu sein, jedoch war durch Vincents Engagement bei Morbid Angel und Eriksens Beschäftigung mit anderen Projekten dies nicht möglich gewesen. Zusammen arbeiteten sie an ihrem Debütalbum in den The Noiz Faktory Recording Studios in Georgetown, Texas. Das aufgenommene Material wurde später von Eriksen in seinem Heimstudio in Portugal weiter ausgearbeitet, ehe Mounier und Eriksen nach Texas zurückkehrten und die letzten Arbeiten an den Liedern in Vincents Studio beendeten. Im Mai 2018 begab sich die Band mit dem Produzenten Jaime Gomez Arellano in die Orgone Studios im englischen Woburn, um ihr Debütalbum aufzunehmen, das im März 2019 unter dem Namen Something Wicked Marches In bei Season of Mist erschien. Der Bass wurde auf dem Album von Rune Eriksen eingespielt. 2019 war die Band unter anderem auf verschiedenen Festivals wie dem dänischen Copenhell, dem französischen Hellfest, dem polnischen Mystic Festival, dem norwegischen Tons of Rock und dem deutschen Wacken Open Air zu sehen. Im Januar und Februar 2020 ging es zusammen mit Abbath und 1349 auf Europatournee.

## Stil
In der Biografie von laut.de wurde angegeben, dass die Band versucht, „eisiges skandinavisches Riffing mit der brachialen Finsternis des Death Metal“ zu kombinieren. Auf dem Album spiele Eriksen „beinahe ununterbrochenen Highspeed-Tremolos“, während Mounier „Doublebass-Pattern in einem Tempo, zu denen die meisten Menschen wohl auch mit jahrelanger Übung rein körperlich nicht in der Lage wären“ spiele. Vincents Gesang bestehe aus Growls, wobei er auch gelegentlich in „seine ganz eigene Version epischer Chöre“ abdrifte, was an alte Lieder von Morbid Angel erinnere. In seiner Rezension zu Something Wicked Marches In schrieb Manuel Berger von laut.de, dass das Album als Gradmesser für den Death Metal im Jahr 2019 gelten könnte. Er stellt fest, dass Eriksens „atemlose Tremololäufe“ an frühe Morbid Angel erinnern würden, wobei er auch Merkmale des norwegischen Black Metal mit einfließen lasse. Geprägt sei das Album außerdem von „verhältnismäßig eingängigen Riffbreaks“, häufigen Tempo- sowie gelegentlichen technisch anspruchsvollen Taktwechseln. Mouniers Schlagzeugspiel sei geprägt durch schnelle Doublebass und Blastbeats, wobei er aber zu „filigran anmutenden Fills“ ebenfalls in der Lage sei. Vincents tiefe Growls würden nur gelegentlich von Klargesang unterbrochen. Insgesamt bewege sich das Album am Rande zwischen modernem und traditionellem Death Metal.
Andreas Schiffmann vom Rock Hard schrieb in seiner Rezension zu Something Wicked Marches In, dass das Album ein Appell zur Selbstbestärkung ist. Das Album sei, im Vergleich zu Veröffentlichungen anderer Death- und Black-Metal-Bands, von Eriksen abwechslungsreicher arrangiert. Mounier würde nicht nur Blastbeats spielen, was „dem Material trotz des althergebrachten Stils klare Konturen“ verleihe, wodurch man alle Lieder klar voneinander unterscheiden könne. Charakteristisch für die Lieder sei zudem ein charismatischer Sprechgesang. In derselben Ausgabe interviewte Schiffmann Rune Eriksen. Dieser gab an, dass er die Lieder des Albums in ihren Grundzügen alleine komponiert hatte und Flo Mounier diese in ihre endgültige Form gebracht habe. Die Texte würden zwar von David Vincent stammen, jedoch sei die Thematik der Lieder im Vorfeld unter allen Mitgliedern besprochen worden. Die Songs würden vom Römischen Reich und satanischer Weltherrschaft handeln.
Robert Müller vom Metal Hammer ordnete das Album ebenfalls dem Death Metal zu, wobei dieser anspruchsvoll gespielt werde und der Gesang souverän ausgeführt wurde. Insgesamt sei die „Balance zwischen moderner, cleaner Machart und zeitloser Death Metal-Handschrift“ gelungen. Eine Ausgabe zuvor beschrieb Björn Springorum das Album als massiv, präzise und eingängig. Er stellte anfangs sofort klar, dass es sich hierbei nicht um Black Metal handele. Zwar gebe es vereinzelte Black-Metal-Momente, demgegenüber jedoch größtenteils „unheilvollen, fatalen Death Metal von tödlicher Präzision“. Die Musik sei zwar brutal, schnell und technisch anspruchsvoll, aber zu jeder Zeit eingängig, episch und nachvollziehbar. Im Interview mit ihm gab Rune Eriksen an, dass er sich hiefür an der Musik der 1980er Jahre orientiert habe, sodass er ein „Deep Purple auf dem Death Metal-Trip“ geschaffen habe.

## Diskografie
- 2019: Something Wicked Marches In (Album, Season of Mist)
- 2023: Miserre (Single)
- 2024: Epic (Album, Season of Mist)